# Volo Garuda Indonesian Airways 424
Il volo Garuda Indonesian Airways 424 era un volo passeggeri di linea del 24 gennaio 1961, che si schiantò contro il monte Burangrang, 15 km (9,3 miglia) a nord della sua destinazione. Tutti i 21 occupanti persero la vita.

## Il volo
Il volo 424 decollò da Giacarta alle 10:09 (ora locale) per un volo verso Surabaya con scali a Bandung e Yogyakarta. Il DC-3 salì a un'altitudine di crociera di 3.500 piedi per volare sotto le nuvole. Alle 10:43, i piloti chiesero il permesso di salire a 9.500 piedi. Allora il controllore li informò di contattare la torre di Husein alle 10:45, ma quest'ultima non rispose. Pochi minuti dopo, il volo 424 si schiantò sul versante occidentale del monte Burangrang a un'altitudine di 5.400 piedi, approssimativamente alle 10:48. Il relitto venne trovato quattro giorni dopo, il 28 gennaio, senza alcun superstite.
La probabile causa dell'incidente fu il tentativo del pilota di sorvolare un territorio montuoso, incerto sulla sua posizione e in condizioni meteorologiche che limitavano notevolmente la visibilità.